# NXT UK (브랜드)
유나이티드 킹덤(영어: United Kingdom)은 WWE가 영국 시장 진출울 위해 신설한 브랜드이다.